# Екипа цица-маца
Екипа цица-маца (итал. 44 gatti) је италијанска анимирана дечја телвизијска серија творца Иђинија Страфија. Супродуциран са студијом Antoniano di Bologna у сарадњи са студијом Rai Ragazzi, серију продуцира и дистрибуира студио Rainbow (у сувласништву предузећа ViacomCBS). Канали предузећа , , емитују серију Екипа цица-маца широм света, док мрежа предузећа , , емитује серију у Италији. Серија прати четири мачета који праве музички бенд. Премијера серије је била 11. децембра 2018. године на мрежи Rai YoYo у Италији. Премијера серије је била 15. априла 2019. године на каналу Nickelodeon у Србији.

## Гласовне улоге
| Улога     | Изворни глас       | Српски глас                                                      |
| --------- | ------------------ | ---------------------------------------------------------------- |
| Лампо     | Федерико Кампајола | Томислав Божовић                                                 |
| Дама      | Геа Рива           | Ивана Тењовић                                                    |
| Пилоу     | Џој Салтарели      | Дарија Врачевић                                                  |
| Буцко     | Франческо Фалко    | Марко Ћурчић                                                     |
| Бака Пина | Микела Алборгети   | Драгица Ристановић                                               |
| Винстон   | Франческо Прандо   | Лако Николић                                                     |
| Шеф       | Алан Мариот        | Немања Вановић                                                   |
| Смрда     |                    | Милан Антонић                                                    |
| Снобин    |                    | Марина Кауцки                                                    |
| Цвета     |                    | Ања Орељ                                                         |
| Игор      |                    | Огњен Мићовић                                                    |
| Неко      |                    | Данина Јефтић                                                    |
| Пајперита |                    | Валентина Павличић                                               |
| Сенди     |                    | Јована Чуровић                                                   |
| Тери      |                    | Марко Марковић                                                   |
| Нарација  | /                  | Анђела Џаферовић (наслов серије) Ивана Тењовић (наслови епизода) |